# Charaxes pagenstecheri
Charaxes pagenstecheri är en fjärilsart som beskrevs av Edward Bagnall Poulton 1926. Charaxes pagenstecheri ingår i släktet Charaxes och familjen praktfjärilar. Inga underarter finns listade i Catalogue of Life.